# Chaah

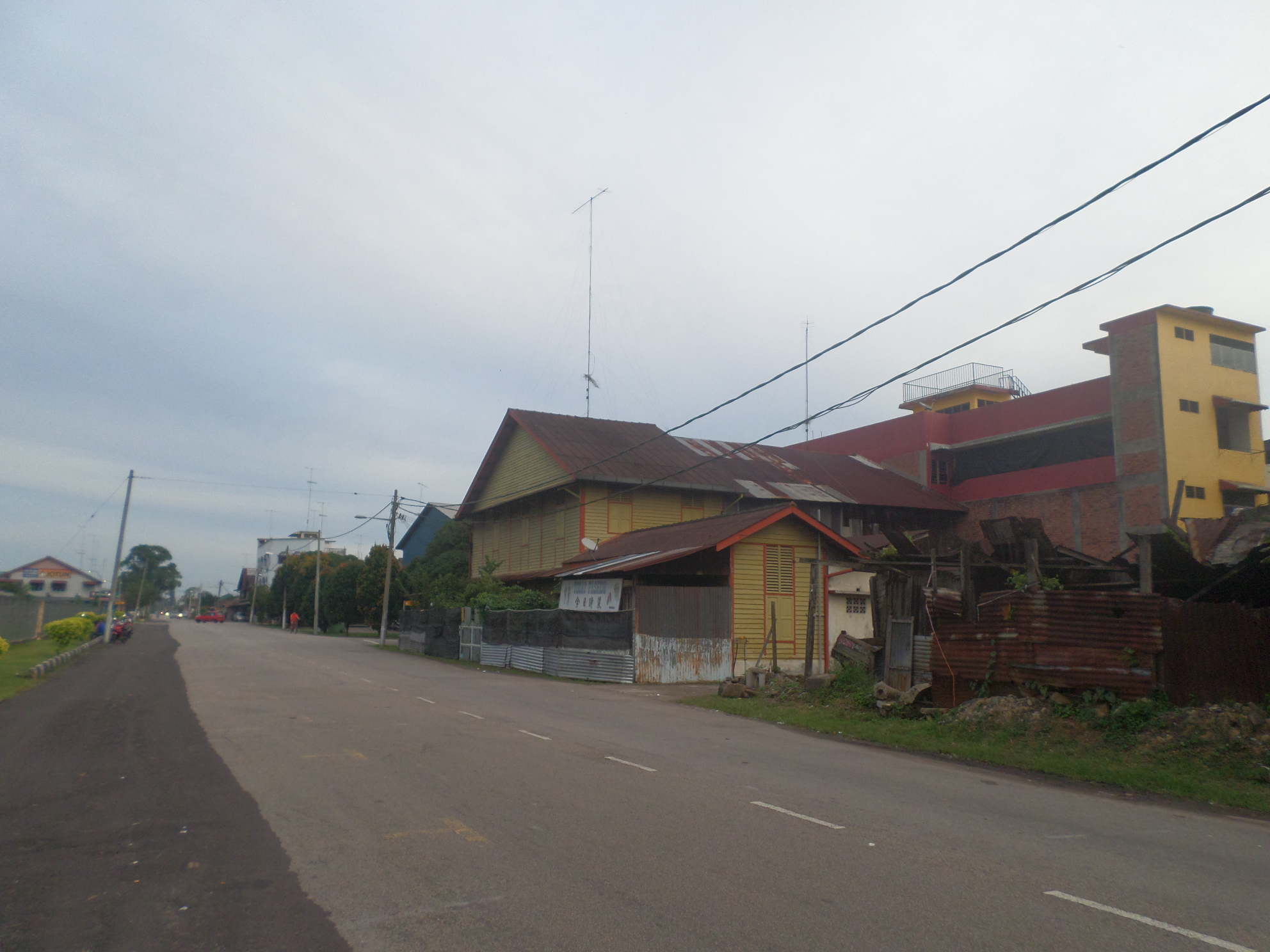
Chaah

Chaah is een plaats in de Maleisische deelstaat Johor.
Chaah telt 2500 inwoners.